# Federico Palomba
Federico Palomba (Cagliari, 21 novembre 1937) è un politico e magistrato italiano eletto alla Camera dei deputati nelle file dell'Italia dei Valori e già presidente della Regione Sardegna dal 1994 al 1999.

## Biografia
Sposato e padre di quattro figli, si laurea in Giurisprudenza e nel 1963 vince il concorso in magistratura. Diviene pretore, giudice del Tribunale ordinario, giudice e poi Presidente del Tribunale per i minorenni della Sardegna, infine nel 1989 magistrato addetto al Ministero, come Direttore di vari Uffici, dietro incarico del Ministro di grazia e giustizia Giuliano Vassalli.
Dopo la candidatura al Senato alle elezioni politiche con l'Alleanza dei Progressisti, nell'agosto del 1994 viene eletto Presidente della Regione Autonoma della Sardegna a capo di una coalizione di sinistra appoggiata dal centro, carica che conserverà fino al termine della legislatura regionale nel giugno del 1999. Al termine di questa esperienza politica intraprende la carriera di avvocato, per poi diventare deputato e Coordinatore Regionale dell'Italia dei Valori.